# Evan Rachel Wood
Evan Rachel Wood (sinh ngày 7 tháng 9 năm 1987) là một nữ diễn viên, người mẫu, nhạc sĩ người Mỹ.

## Thời thơ ấu
Tuổi trẻ đầy ám ảnh của mỹ nhân 'Westworld' sau 2 lần bị cưỡng hiếp
Evan Rachel Wood có nhan sắc "Bạch Tuyết" với đôi môi đỏ và làn da trắng, nhưng sau hai lần bị cưỡng hiếp cách đây 10 năm, cô phải trải qua một tuổi trẻ ám ảnh và mất mát.
Sinh năm 1987 và luôn được coi là một diễn viên kiêm ca sĩ tài năng nhưng đến khi gần 30 tuổi, Evan Rachel Wood mới đưa sự nghiệp lên một tầm cao mới với series truyền hình xuất sắc Westworld.
Hồi tháng 3, nữ diễn viên xuất hiện trước Quốc hội Mỹ để điều trần nhằm ủng hộ luật bảo vệ quyền lợi của các nạn nhân bị xâm hại tình dục tại Mỹ. Cô kể lại sự việc buộc bản thân phải đối diện và vượt qua quá khứ. New York Times tìm gặp Evan Rachel Wood để ghi nhận sự thay đổi của cô sau sự việc.
Là nạn nhân bạo hành, đóng xuất sắc vai bị bạo hành
Wood là người yêu âm nhạc. Trải qua tuổi trẻ sóng gió, cô thường tìm kiếm sự an ủi từ các ca khúc kinh điển về nghị lực của phụ nữ như I Will Survive hay These Boots Are Made for Walking, hay mới đây là Unstoppable của Sia.
Việc ra điều trần trước Quốc hội Mỹ để lại ảnh hưởng lớn lên tâm lý của Wood. Cô nói: "Cuộc đời tôi vốn đã trôi nổi đến những nơi vô định, nhưng tôi vẫn kiên trì bám trụ. Đó không phải một lựa chọn. Đó là điều tôi cần phải làm".

Hiện tại, sự nghiệp của Wood thăng hoa với vai trò diễn viên chính trong series lừng danh Westworld. Cô vào vai Dolores, một "vật chủ" ngây thơ nhưng cũng đầy bi kịch trong một công viên chủ đề miền Tây hoang dã, nơi người chơi có thể làm bất cứ việc gì họ muốn với các vật chủ.
Dolores là nhân vật phải hứng chịu nhiều hành vi bạo lực, dày vò nhất, nhưng cũng có ý chí chiến đấu nhất. Khi Wood kể lại quá khứ bị cưỡng hiếp hai lần cách đây 10 năm, bởi một người bạn trai bạo lực rồi đến một kẻ lạ mặt ở quán bar, người ta giật mình vì sự tương đồng giữa cô và nhân vật Dolores.
Trong phim, có nhiều cảnh nhân vật Dolores của cô bị đe dọa, quấy rối, bắt nhốt, suýt cưỡng hiếp... Wood có màn hóa thân được đánh giá là tuyệt vời, đầy cảm xúc. Nhiều khán giả gọi cô là "nữ thần" vì tài năng diễn xuất.

Còn ngoài đời, giống như Dolores, Wood là nạn nhân của bạo hành gia đình và tấn công tình dục. Cô mắc các chứng bệnh tâm lý như "trầm cảm, nghiện ngập, lo âu và hay chấn động vào ban đêm". Cô từng có nỗ lực tự tử. Những vụ tấn công tình dục để lại trong cô vết sẹo tâm lý mà cô cảm thấy mỗi ngày.
Và khi cô tiết lộ quá khứ, khán giả để lại những bình luận như: "Giờ thì tôi đã hiểu vì sao cô ấy diễn hay đến thế trong Westworld. Cô ấy thể hiện các nỗi đau một cách quá xúc động".
Dũng cảm đối mặt với quá khứ nhờ Westworld
Kể từ khi lên sóng vào năm 2016, Westworld được giới phê bình không tiếc lời khen ngợi vì hình ảnh đẹp, câu chuyện độc đáo và diễn xuất điêu luyện của dàn diễn viên toàn sao.
Làm việc bên cạnh các tên tuổi như Anthony Hopkins, Ed Harris và Jeffrey Wright, Evan Rachel Wood vẫn nổi bật như nhân vật trung tâm sáng chói của phim, cùng với một vai nữ khác do nữ diễn viên da đen Thandie Newton đảm nhận. Họ đều là những người phụ nữ bị bạo hành, rồi phát hiện ra thân phận thật của mình và đứng lên chống lại những thế lực chi phối họ.
"Series truyền hình này hoàn toàn thay đổi cuộc đời tôi", theo lời Wood. Không chỉ vì Westworld đã tái tạo sự nghiệp cô và mang đến cho cô vị thế sao hạng A, mà còn vì bộ phim đã khiến cô phải dũng cảm đối mặt và chiến thắng nỗi ám ảnh của bản thân.
Vẻ đẹp ma mị của Evan Rachel Wood khiến cô thường được giao những vai diễn lạ, khó..
"Hành trình của nhân vật Dolores phản ánh đúng những gì tôi đã và đang phải vượt qua. Câu chuyện của cô truyền cho tôi sức mạnh mà tôi chưa từng biết là mình có", Wood nói với New York Times.
Đối với Lisa Joy và Jonathan Nolan, cặp vợ chồng sáng tạo ra Westworld, Evan Rachel Wood là một diễn viên "biến hóa". Cô đã diễn xuất trước ống kính từ khi còn là một đứa trẻ, nổi lên từ bộ phim dành cho tuổi teen Thirteen đến vai ma ca rồng trong True Blood. Đến phần 2 của Westworld, Wood tiếp tục diễn xuất sắc vai Dolores trong vai trò kẻ báo thù.
Nhân vật đó là người hùng với những vết sẹo quá khứ chằng chịt, tượng trưng cho sang chấn và nỗi buồn, nhưng những vết sẹo đã lành và truyền cho cô sức mạnh đấu tranh. Đó là ý của biên kịch kiêm đạo diễn kiêm nhà sản xuất Lisa Joy, cũng là người phụ nữ đồng cảm với Dolores.
"Evan quá mạnh mẽ và cô ấy chính là nhân vật, cô ấy thể hiện nhiều sức mạnh hơn những gì tôi có thể tưởng tượng ra. Kể cả khi nhân vật chịu tổn thương hay mắc sai lầm, cô ấy khiến bạn hiểu rằng ngay cả những người hùng cũng có lúc lung lay. Đó là dạng người hùng mà tôi ao ước mình đã trở thành", Joy chia sẻ.

Khả năng hóa thân của Wood rất đa dạng, từ vai cô gái ngây thơ đến ma cà rồng. 
Làm diễn viên nghĩa là lột trần tâm hồn trên màn ảnh với từng nhân vật, nhưng với Wood, chưa bao giờ cô thấy bản thân bị phơi bày như khi kể lại quá khứ trước Quốc hội Mỹ. Cô đeo chiếc vòng có bức ảnh của Dolores quanh cổ mình như cách nhắc nhở bản thân luôn là một chiến binh.
"Bất cứ khi nào tôi thấy hoài nghi bản thân, tôi đều tâm niệm Dolores là một phần của con người tôi", Wood bộc bạch.
Rời Hollywood hoa lệ, Wood không chọn sống ở bất cứ thành phố lớn nào mà trở về Nashville cách đây vài năm. Cô tìm kiếm một nơi tĩnh lặng hơn để cậu con trai 4 tuổi có một tuổi thơ bình thường. Từ sau Westworld, Wood đã dặn mình không khóc về chuyện quá khứ. Cô chưa bao giờ khóc, cho đến lúc quá xúc động khi diễn thuyết trước Quốc hội Mỹ.
Với câu chuyện của mình, cô hy vọng Westworld và Dolores sẽ giúp những người phụ nữ khác cũng được như mình: được lắng nghe và tìm lại sức mạnh sống.
"Tất cả những thứ bạn cần là vượt sang bên kia của nỗi sợ", cô nói.

## Danh sách phim

### Điện ảnh
| Năm  | Tên                           | Vai                         | Ghi chú |
| ---- | ----------------------------- | --------------------------- | ------- |
| 1997 | Digging to China              | Harriet Frankovitz          |         |
| 1998 | Practical Magic               | Kylie Owens                 |         |
| 1998 | Detour                        | Daniella Rogers             |         |
| 2001 | Little Secrets                | Emily Lindstrom             |         |
| 2002 | Simone                        | Lainey Christian            |         |
| 2003 | Thirteen                      | Tracy Louise Freeland       |         |
| 2003 | The Missing                   | Lily Gilkeson               |         |
| 2005 | Pretty Persuasion             | Kimberly Joyce              |         |
| 2005 | The Upside of Anger           | Lavender "Popeye" Wolfmeyer |         |
| 2005 | Down in the Valley            | October "Tobe"              |         |
| 2006 | Asterix and the Vikings       | Abba                        |         |
| 2006 | Shark Bait                    | Cordelia                    |         |
| 2006 | Running with Scissors         | Natalie Finch               |         |
| 2007 | King of California            | Miranda                     |         |
| 2007 | The Life Before Her Eyes      | Young Diana McFee           |         |
| 2007 | Battle for Terra              | Mala                        |         |
| 2007 | Across the Universe           | Lucy Carrigan               |         |
| 2008 | The Wrestler                  | Stephanie Ramzinski         |         |
| 2009 | Whatever Works                | Melodie St. Ann Celestine   |         |
| 2010 | The Conspirator               | Anna Surratt                |         |
| 2011 | The Ides of March             | Molly Stearns               |         |
| 2013 | Charlie Countryman            | Gabi Ibanescu               |         |
| 2013 | A Case of You                 | Birdie Hazel                |         |
| 2014 | Barefoot                      | Daisy Kensington            |         |
| 2015 | Strange Magic                 | Marianne                    |         |
| 2015 | Into the Forest               | Eva                         |         |
| 2017 | Allure                        | Laura Drake                 |         |
| 2018 | Viena and the Fantomes        |                             |         |
| 2019 | Untitled Miranda July Project | Old Dolio                   |         |
| 2019 | Frozen 2                      | Queen Iduna                 |         |

### Truyền hình
| Năm         | Phim Truyền Hình | Vai diễn                 |
| 1992 - 2002 | Once and Again   | Jessie Sammler           |
| ----------- | ---------------- | ------------------------ |
| 2008 - 2014 | True Blood       | Shophie-Anne Leclerq     |
| 2016 - 2022 | Westworld        | Host - Dolores Abernathy |